# Voltaire Carvajal
Voltaire Carvajal Rodríguez (11 de febrero de 1917-28 de junio de 1967) fue un futbolista chileno que se desempeñaba como centro half. Desarrolló su carrera en Unión Española y en Universidad de Chile, donde consiguió el campeonato nacional de 1940. Fue internacional con la selección chilena en el Campeonato Sudamericano 1939.

## Trayectoria
Comenzó a jugar fútbol en su barrio de San Pablo con Matucana. Junto con su compañero Felipe Mediavilla, ingresó al Deportivo Maturana y después a las inferiores de Unión Española. Debutó en el cuadro hispano en 1935, y estuvo ahí hasta el año 1939, con la disolución de Unión a causa de la Guerra civil española. Pasó ese mismo año a Universidad de Chile, en donde consiguió el campeonato nacional de 1940.
Una lesión a las rodillas lo dejó fuera del fútbol por dos años, hasta que volvió a Unión Española en 1945.

## Selección nacional
Fue considerado para integrar la delegación chilena al Campeonato Sudamericano 1937 en Buenos Aires, pero no logró ir al torneo. Tuvo su oportunidad en el Campeonato Sudamericano 1939 en Lima, en donde actuó como insider derecho, y formó junto a Raúl Muñoz, Raúl Toro, José Avendaño y Enrique Sorrel.

### Participaciones en Campeonatos Sudamericanos
| Sudamericano                 | Sede | Resultado     | PJ | G |
| ---------------------------- | ---- | ------------- | -- | - |
| Campeonato Sudamericano 1939 | Perú | Cuarto puesto | 2  | 0 |

## Clubes
| Club                 | País  | Año       |
| -------------------- | ----- | --------- |
| Unión Española       | Chile | 1935-1939 |
| Universidad de Chile | Chile | 1939-1942 |
| Unión Española       | Chile | 1945-1948 |

## Palmarés

### Campeonatos nacionales
| Título           | Club                 | País  | Año  |
| ---------------- | -------------------- | ----- | ---- |
| Primera División | Universidad de Chile | Chile | 1940 |